# Davor und danach
Davor und danach ist ein US-amerikanisches Filmdrama von Barbet Schroeder aus dem Jahr 1996. Er spielte in den US-Kinos 17,3 Millionen Dollar ein.

## Handlung
Die Eheleute Carolyn Ryan und Ben Ryan leben in Neuengland. Carolyn ist Ärztin, Ben ist Bildhauer. Sie haben zwei Kinder, Jacob und Judith.
Die Freundin von Jacob wird tot aufgefunden. Ben lehnt die Zusammenarbeit mit der Polizei ab. Jacob taucht unter und täuscht durch die von Reisenden abgeschickten Postkarten vor, er verstecke sich in einer anderen Stadt. Er wird festgenommen.
Jacob wird angeklagt, seine Freundin ermordet zu haben. Ben zerstört Beweise, die seinen Sohn belasten, indem er Blutspuren von einem Wagenheber abwischt. Der Anwalt Panos Demeris wird mit der Verteidigung von Jacob beauftragt.
Jacob erzählt seinen Eltern, wie seine Freundin starb. Es kam zum Streit und zum Handgemenge, bei dem das Mädchen auf einen Wagenheber fiel.

## Kritiken
- Mike Clark schrieb in der USA Today, dass der Film trotz des Spiels von Meryl Streep, Liam Neeson und Edward Furlong Schwierigkeiten habe, das übliche Niveau eines Films zu erreichen.
- Roger Ebert schrieb in der Chicago Sun-Times, dass Alfred Molina im Film fehlbesetzt sei. Liam Neeson zeige in seiner Rolle wenig Einblick, Meryl Streep wirke manchmal unbeteiligt. Ebert lobte die Darstellung von Julia Weldon, die das jüngere Kind der Ryans spiele. (Vollständige Kritik)
- James Berardinelli schrieb, dass der Film wenig Neues biete. Er zeige jedoch ein durchdringendes und ergreifendes Bild der Familie. Berardinelli lobte Meryl Streep, Liam Neeson und Edward Furlong. (Vollständige Kritik)

## Literarische Vorlage
- Rosellen Brown: Davor und danach („Before and after“). Diogenes Verlag, Zürich 1996, ISBN 3-257-22851-1.
- Rosellen Brown: Before and after. Bantam Doubleday Dell, New York 1993, ISBN 0-440-21654-0.